# 133068 Lisaschulze
133068 Lisaschulze este o planetă minoră (asteroid) din centura de asteroizi. A fost descoperită pe 21 aprilie 2003 la Catalina Station⁠(d) de Catalina Sky Survey. 
Obiectul prezintă o orbită caracterizată de o semiaxă mare de 2,248607129224 UAi, o excentricitate de 0,15, o înclinație de 6 ° în raport cu ecliptica.